# Äquivalentdosis
Die Äquivalentdosis ist eine Dosisgröße für Strahlenexpositionen durch ionisierende Strahlung. Sie wird im Strahlenschutz verwendet und ist ein Maß für die biologische Wirkung einer Exposition hinsichtlich stochastischer Risiken (Krebs und vererbbare Defekte) unter Berücksichtigung der Strahlenart. Grundlage ist die von der Strahlung übertragene Energie. Die unterschiedliche Wirksamkeit der beteiligten Strahlenarten bezüglich stochastischer Risiken wird durch Wichtungsfaktoren berücksichtigt. Maßeinheit der Äquivalentdosis ist das Sievert (Sv).

## Überblick

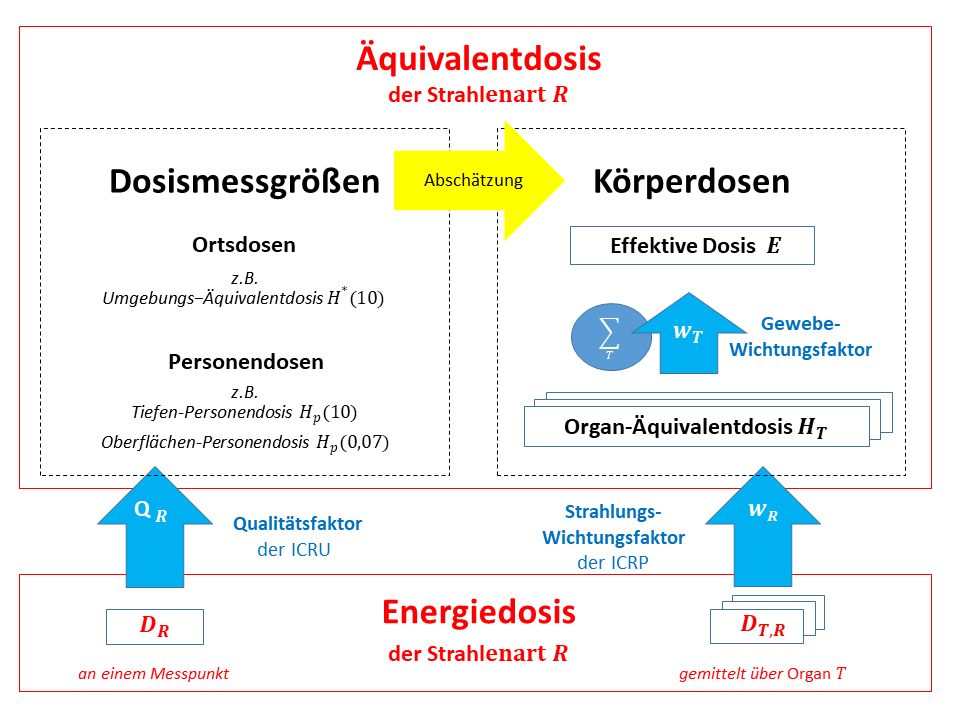
Äquivalentdosis als Oberbegriff für Körperdosen sowie für Dosismessgrößen bei äußerer Strahlenexposition. Veranschaulicht wird die Ableitung aus der Energiedosis für eine Strahlenart. Liegen verschiedene Strahlenarten vor, addieren sich die resultierenden Äquivalentdosen. Dosismessgrößen dienen bei praktischen Anwendungen mit äußerer Strahlenexposition zur Abschätzung der nicht direkt messbaren Körperdosen.

Die Äquivalentdosis dient der Quantifizierung von stochastischen Strahlenrisiken beim Menschen. Dies geschieht in Form der Körperdosis (deutsches Strahlenschutzgesetz (StrlSchG), § 5 Abs. 19). Die Körperdosis ist ein Oberbegriff für die
- Organ-Äquivalentdosis (über ein Organ gemittelte Äquivalentdosis) (§ 5 Abs. 27 StrlSchG) und die
- effektive Dosis (über den gesamten Körper gebildeter Mittelwert aus den Organ-Äquivalentdosen unter Berücksichtigung der Strahlenempfindlichkeit der Organe) (§ 5 Abs. 11 StrlSchG).

Die Körperdosen sind Gegenstand gesetzlicher Regelungen und für sie werden Grenzwerte festgesetzt.
Körperdosen sind jedoch nicht messbar. Sie müssen aus Größen, die einer Messung zugänglich sind, abgeschätzt werden, in Verbindung mit Messvorschriften und Modellen.
Bei der äußeren Strahlenexposition werden zur Abschätzung von Körperdosen im praktischen Strahlenschutz Dosismessgrößen verwendet. Diese beziehen sich auf Messpunkte. Überwiegend handelt es sich um genormte Messverfahren nach Maßgaben der ICRU (siehe Abschnitt Äquivalentdosis bei äußerer Strahlenexposition).
Bei der inneren Strahlenexposition stützt sich die Abschätzung von Körperdosen auf Modellrechnungen der ICRP (siehe Abschnitt Äquivalentdosis als Körperdosis bei innerer Strahlenexposition).
Allen Verfahren zur Ermittlung von Äquivalentdosen ist gemeinsam, dass sie aus der Energiedosis durch Multiplikation mit Wichtungsfaktoren abgeleitet werden. Je nach Verfahren sind diese unterschiedlich definiert (siehe Abschnitt Wichtungsfaktoren).
Die nebenstehende Abbildung veranschaulicht diese, in den folgenden Abschnitten im Detail beschriebenen Zusammenhänge.

## Wichtungsfaktoren
Die Wichtungsfaktoren sind dimensionslos. Physikalisch gleichen sich daher die Maßeinheiten von Energiedosis und der darauf aufbauenden Äquivalentdosis. Um den Unterschied kenntlich zu machen, wird die Maßeinheit der Äquivalentdosis mit „Sievert (Sv)“ bezeichnet im Gegensatz zur Maßeinheit „Gray (Gy)“ der Energiedosis. Einzelheiten zu den Maßeinheiten enthalten die Artikel Gray und Sievert (Einheit).
Bei gleicher Energiedosis unterscheiden sich die verschiedenen Strahlenarten (im Folgenden symbolisiert durch den Buchstaben {\displaystyle R}) in ihrer Wirkung zum Teil erheblich. So sind Alphateilchen bei gleicher Energiedosis um ein Vielfaches wirksamer als Photonen der Gammastrahlung oder Röntgenstrahlung und entsprechend höher ist ihr Wichtungsfaktor.
Für die Ableitung des Wichtungsfaktors einer Strahlenart gibt es zwei Konzepte:
- Bei dem einen Konzept wird aus Beobachtungen stochastischer Gesundheitseffekte die Wirksamkeit einer Strahlenart im Vergleich zu Photonen als Bezugsstrahlung ermittelt. Dieser Wichtungsfaktor heißt Strahlungs-Wichtungsfaktor {\displaystyle w_{R}}. Er wird zur Ermittlung der Körperdosen angewandt.
- Das andere Konzept beruht auf einem theoretischen Modell, das die biologische Wirksamkeit einer Strahlung unter biophysikalischen Gesichtspunkten aus ihrem linearen Energieübertragungsvermögen (LET) herleitet. Als Bezugsstrahlung fungiert eine mit niedrigem LET. Der solchermaßen abgeleitete Wichtungsfaktor heißt Qualitätsfaktor {\displaystyle Q_{R}}. Er wird im Rahmen der äußeren Strahlenexposition bei den Dosismessgrößen angewandt.

## Bei äußerer Strahlenexposition

### Dosismessgröße
Symbolisiert durch {\displaystyle H_{R}} ist die Äquivalentdosis einer Strahlenart eine Dosismessgröße zur Orts- und Personendosisüberwachung bei äußerer Strahlenexposition (vgl. deutsche Strahlenschutzverordnung (StrlSchV)). Zu ihrer Ermittlung wird als Wichtungsfaktor der Qualitätsfaktor {\displaystyle Q_{R}} der Strahlenart {\displaystyle R} verwendet. Er ist von der ICRU für ein standardisiertes Weichteilgewebe definiert. Die Werte können der Strahlenschutzverordnung (StrlSchV)entnommen werden.
Rechnerisch ergibt sich die Äquivalentdosis {\displaystyle H_{R}} (in Sv) für eine Strahlenart {\displaystyle R} durch Multiplikation der Energiedosis {\displaystyle D_{R}} (in Gy) mit dem Qualitätsfaktor {\displaystyle Q_{R}}.
{\displaystyle H_{R}=Q_{R}\cdot D_{R}}
Wirken mehr als eine Strahlenart {\displaystyle R} mit jeweils unterschiedlichen Energiedosen {\displaystyle D_{R}} und Qualitätsfaktoren {\displaystyle Q_{R}} zusammen, so addieren sich die jeweiligen Äquivalentdosen.
{\displaystyle H_{\text{gesamt}}=\sum _{R}H_{R}}
Wichtige Ausprägungen der Äquivalentdosis {\displaystyle H_{R}} als Dosismessgröße sind die
- Ortsdosis. Die Ortsdosis wird insbesondere zur Abgrenzung von Strahlenschutzbereichen und zur Festlegung von Schutzmaßnahmen ermittelt. Gemessen wird für solche Zwecke meist die Ortsdosisleistung, welche die Zunahme der Ortsdosis pro Zeitspanne ausdrückt, angegeben meist in Mikrosievert pro Stunde (µSv/h).
- Personendosis. Die Personendosis ist eine Dosismessgröße, die an der Tragestelle des Dosimeters gemessen wird. Sie ist keine Körperdosis, dient jedoch gemäß § 65 StrlSchV grundsätzlich der Überwachung, ob festgelegte Grenzwerte für Körperdosen bei strahlenexponierten Personen eingehalten werden.

Die weitergehende Differenzierung dieser beiden Dosismessgrößen wird durch die Verfahren charakterisiert, die der Kalibrierung entsprechender Messgeräte bzw. Dosimeter zugrunde liegen. Bestimmend sind dabei die standardisierten Tiefen {\displaystyle d} der jeweiligen Messpunkte in Phantomen (u. a. die „ICRU-Kugel“), wo die von der Strahlung  erzeugte Energiedosis gemessen wird. Der Vielfalt von Anwendungen in der Strahlenschutzpraxis angemessen erhält man
- für die Ortsdosis als weitergehende Dosismessgröße die sehr häufig verwendete Umgebungs-Äquivalentdosis {\displaystyle H^{*}(10)}. Bei ihr liegt der Messpunkt in der ICRU-Kugel in einer Tiefe von 10 mm. Weitere Dosismessgrößen der Ortsdosis sind Richtungs-Äquivalentdosen, die auf bestimmte Raumrichtungen festgelegt werden.
- für die Personendosis die häufig verwendete Tiefen-Personendosis {\displaystyle H_{p}(10)}, deren Messpunkt in der ICRU-Kugel ebenfalls in einer Tiefe in 10 mm liegt, sowie die Oberflächen-Personendosis {\displaystyle H_{p}(0,07)} und die Augenlinsen-Personendosis {\displaystyle H_{p}(3)} mit Messpunkten in 0,07 bzw. 3 mm Tiefe.

### Körperdosis bei äußerer Strahlenexposition
Körperdosen sind bei äußerer Bestrahlung die Organ-Äquivalentdosis {\displaystyle H_{T}} und die effektive Dosis {\displaystyle E}.
Die Organ-Äquivalentdosis bezieht sich auf die über ein Organ oder Gewebe {\displaystyle T} gemittelte Energiedosis {\displaystyle D_{T}} der Strahlenart {\displaystyle R}, gewichtet mit dem Strahlungs-Wichtungsfaktor {\displaystyle w_{R}}. Dessen Werte können der StrlSchV entnommen werden.
{\displaystyle H_{T}=w_{R}\cdot D_{T,R}}
Wirken Strahlenarten {\displaystyle R} mit unterschiedlichen Werten für {\displaystyle w_{R}} und Energiedosen {\displaystyle D_{T,R}} auf das Organ {\displaystyle T} ein, so addieren sich die diesbezüglichen Äquivalentdosen.
{\displaystyle H_{T}=\sum _{R}w_{R}\cdot D_{T,R}}
Die effektive Dosis {\displaystyle E} ist die gewichtete Aufsummierung der Organ-Äquivalentdosen {\displaystyle H_{T}} der betroffenen Organe {\displaystyle T}. Dabei werden organabhängige Wichtungsfaktoren {\displaystyle w_{T}} verwendet, welche die relative Strahlenempfindlichkeit der Organe untereinander bzgl. stochastischer Schäden ausdrücken. Sie dürfen nicht mit den vorgenannten Faktoren {\displaystyle Q_{R}} und {\displaystyle w_{R}} verwechselt werden. Ihre Werte können der StrlSchV entnommen werden.
{\displaystyle E=\sum _{T}w_{T}\cdot H_{T}}

### Ableitung der Körperdosis aus der Dosismessgröße
Die Ableitung von Körperdosen aus den Dosismessgrößen ist eine der maßgebenden Aufgaben im Strahlenschutz. Sie ist aber auf die äußere Strahlenexposition begrenzt, insbesondere auf die
- Tiefen-Personendosis {\displaystyle H_{p}(10)}. Bei durchdringender Strahlung kann sie in vielen Fällen mit hinreichender Genauigkeit der Körperdosis gleichgesetzt werden, insbesondere bei Photonenstrahlung (gleichbedeutend mit {\displaystyle Q_{R}=w_{R}=1}). Bei niedriger Dosis und einem weitgehend homogenen Strahlenfeld entspricht sie mit hinreichender Genauigkeit der effektiven Dosis. Voraussetzung ist eine möglichst homogene Ganzkörperexposition.
- Oberflächen-Personendosis {\displaystyle H_{p}(0{,}07)}. Sie kann im Rahmen der Haut-, Hand- und Fußdosimetrie direkt der maßgebenden Körperdosis gleichgesetzt werden.

Unter weniger günstigen Voraussetzungen müssen bei externer Strahlenexposition aus den Daten der Strahlenfelder in Verbindung mit geeigneten rechnergestützten Modellen und anthropomorphen Phantomen angepasste Konversionskoeffizienten entwickelt werden, mit denen Körperdosen aus Messgrößen abgeschätzt werden können.

## Körperdosis bei innerer Strahlenexposition
Bei der inneren Strahlenexposition, d. h. bei der Bestrahlung durch Radionuklide, die dem Körper zugeführt und von ihm inkorporiert werden, tritt als Körperdosis an die Stelle der Organ-Äquivalentdosis und der effektiven Dosis die Folge-Organ-Äquivalentdosis bzw. die effektive Folgedosis. In diese Dosen, die für den Zeitpunkt der Zufuhr ermittelt werden, wird auch die künftige Exposition durch die im Körper verbleibenden Radionuklide eingerechnet.
Für die innere Strahlenexposition sind keine Dosismessgrößen definiert. Es müssen andere Messgrößen herangezogen werden, auch indirekte, wie Aktivitätsbestimmungen von Urin- und Stuhlproben.
Am einfachsten können Folgedosen mit Hilfe von Dosiskoeffizienten direkt aus den Daten der Zufuhr abgeschätzt werden. Dazu gehören neben dem Radionuklid und der zugeführten Aktivität {\displaystyle I} auch Daten zur chemischen und physikalischen Form des zugeführten radioaktiven Stoffs.
Die Dosiskoeffizienten {\displaystyle h_{T}(t)} für Folge-Organ-Äquivalentdosen und {\displaystyle e(t)} für die effektive Folgedosis sind eine Funktion der Zufuhrdaten und sie beziehen sich auf eine Integrationszeit {\displaystyle t}. Für Erwachsene beträgt die Integrationszeit 50 Jahre.
Die entsprechenden Äquivalentdosen ergeben sich einfach als Produkt der zugeführten Aktivität {\displaystyle I} (in Bq) mit dem einschlägigen Dosiskoeffizienten (in Sv/Bq).
{\displaystyle H_{T}=h_{T}(50)\cdot I}
{\displaystyle E=e(50)\cdot I}
In den Dosiskoeffizienten sind der Strahlungs-Wichtungsfaktor für das betrachtete Radionuklid sowie die biokinetischen Abläufe und Stoffwechselvorgänge berücksichtigt. Zusammenstellungen der Dosiskoeffizienten für die relevanten Radionuklide gibt es in Verbindung zur Strahlenschutzverordnung und als Publikationen der ICRP, wobei auch zwischen Koeffizienten für die Bevölkerung und für den beruflichen Bereich unterschieden wird.

## Anwendungsbereich
Äquivalentdosen werden im Strahlenschutz in einem Dosisbereich bis zu einigen 100 mSv angewendet, wo stochastische Wirkungen bekanntermaßen auftreten oder (bei niedrigen Dosen) vermutet werden und wo deterministische Wirkungen noch nicht maßgebend sind. Bei deutlich höheren Dosen mit den dann maßgebenden deterministischen Wirkungen werden Strahlendosen allein in Form der Energiedosis in Gray (Gy) angegeben. Ein typischer Anwendungsbereich hierfür ist die Strahlentherapie.

## Beispiele für Werte von Ortsdosisleistung und Körperdosis

### Ortsdosisleistung

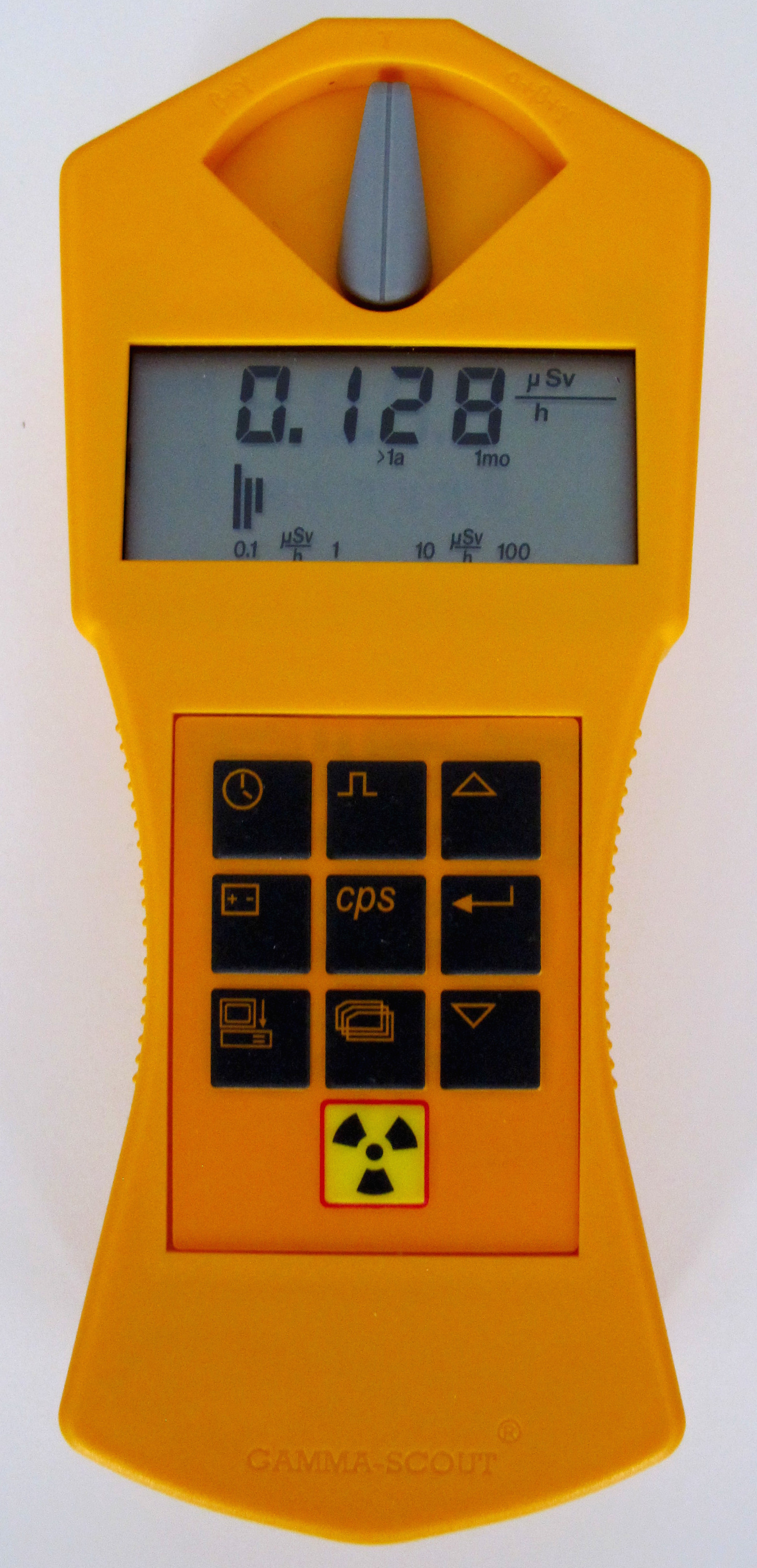
Digitales Strahlungsmessgerät für die Messung der Ortsdosisleistung.

Die Ortsdosisleistung kann besonders einfach und schnell gemessen werden. In Berichten über Strahlenexpositionen wird sie daher oft an erster Stelle genannt. Folgende Tabelle soll eine Orientierungshilfe für die Bewertung solcher Angaben geben. Voraussetzung ist ein ausgedehntes homogenes und zeitlich konstantes Strahlungsfeld. Weitere Strahlenexpositionen, z. B. durch Inkorporation, sind zusätzlich zu berücksichtigen.
| Ortsdosisleistung           | Bewertung |
| --------------------------- | --- |
| 0000,08 µSv/h 0000,70 mSv/a | Mittlere natürliche Ortsdosisleistung in Deutschland. Bandbreite 0,05 bis 0,18 µSv/h. Einzelheiten siehe Artikel Strahlenexposition. |
| 0002,3 µSv/h                | Nach einem Notfall maßgebender Wert für die Zulassung einer Rückkehr in ein evakuiertes Gebiet (vgl. den oberen Referenzwert von 20 mSv pro Jahr beim Übergang zu „bestehenden“ Expositionssituationen gemäß § 118 Abs. 4 Satz 2 StrlSchG). |
| 0003 µSv/h                  | Untere Grenze des „Kontrollbereichs“ bei beruflicher Strahlenexposition (vgl. den entsprechenden Jahresgrenzwert von 6 mSv für die effektive Dosis gemäß § 52 Abs. 2 Nr. 2 StrlSchV auf Basis einer 40 Stundenwoche).                       |
| 0025 µSv/h                  | Grenze des Gefahrenbereichs im ABC-Einsatz in Deutschland (vgl. Abschnitt 2.3.2.1 FwDV 500). |
| 0060 µSv/h                  | Bei einem Notfall maßgebender Wert für die Schutzmaßnahme „Aufenthalt in Gebäuden“ (vgl. den entsprechenden Notfalldosiswert von 10 mSv in 7 Tagen gemäß § 2 NDWV).                                                                         |
| 0600 µSv/h                  | Bei einem Notfall maßgebender Wert für die Schutzmaßnahme „Evakuierung“ (vgl. den entsprechenden Notfalldosiswert von 100 mSv in 7 Tagen gemäß § 4 NDWV).                                                                                   |
| 3000 µSv/h                  | Untere Grenze des „Sperrbereichs“ (siehe § 52 Abs. 2 Nr. 3 StrlSchV). |

### Körperdosis
- Durch die „zivilisatorische Strahlenexposition“, vor allem durch medizinische Anwendungen, erhält eine in Deutschland lebende Person eine mittlere effektive Dosis von 1,7 mSv pro Jahr.[10]
- Bei einer Röntgenaufnahme des Thorax (p.a.-Aufnahme) erhält der Patient eine effektive Dosis von etwa 0,018 mSv, bei einer CT-Untersuchung des Thorax etwa 5,1 mSv.[11]
- Bei einem radiologischen Notfall soll in Deutschland gemäß § 93 StrlSchG ein Referenzwert von 100 mSv für die effektive Dosis im ersten Jahr nach Eintritt unterschritten werden. Der Notfalldosiswert gemäß § 4 NDWV, der als Kriterium für die Angemessenheit einer Evakuierung dient, beträgt 100 mSv effektive Dosis in sieben Tagen für eine gedachte Bezugsperson, die sich ständig ungeschützt im Freien aufhält.
- Für Einsatzkräfte gilt ein Grenzwert von 250 mSv je Einsatz und Leben, wenn es um die Rettung von Menschenleben, Vermeidung schwerer strahlungsbedingter Gesundheitsschäden oder Vermeidung bzw. Bekämpfung einer Katastrophe geht. Zum Schutz von Menschenleben oder der Gesundheit sind es 100 mSv je Einsatz und Kalenderjahr, zum Schutz von Sachwerten und der Umwelt sind es 20 mSv je Einsatz und Kalenderjahr.[9]
- Klinische Symptome der Strahlenkrankheit treten bei einer kurzzeitigen Ganzkörper- oder großvolumigen Teilkörperbestrahlung im Dosisbereich oberhalb von 1 Gy auf.

Eine umfassende Zusammenstellung von Körperdosen, die mit radiologischen Untersuchungen verbunden sind, enthält die Veröffentlichung der SSK „Orientierungshilfe für bildgebende Untersuchungen“.

## Historisches
Der Begriff der Äquivalentdosis wurde für Dosismessgrößen und für Körperdosen bis 1991 allein unter Nutzung des Qualitätsfaktors {\displaystyle Q} als Wichtungsfaktor verwendet. Mit der ICRP-Publikation 60 wurde hinsichtlich der Körperdosis der Strahlungs-Wichtungsfaktor {\displaystyle w_{R}} eingeführt. Unberührt blieben dabei die Verwendung und die Definition des Begriffs Äquivalentdosis für die Messgröße.
Die Äquivalentdosis wurde früher in Rem (roentgen equivalent man) angegeben. 1 Sv ist gleich 100 Rem.